# Pratt & Whitney PW4000
Pratt & Whitney PW4000 — серія турбовентиляторних авіаційних двигунів з двома валами, осьовим потоком і високим коефіцієнтом двоконтурності, вироблених Pratt & Whitney як наступника JT9D. Був вперше запущений у квітні 1984 року, отримав сертифікат FAA у липні 1986 року та був представлений у червні 1987 року. З тягою від 50 000 до 99 040 фунт-сил, використовується на багатьох широкофюзеляжних літаках.

## Розробка

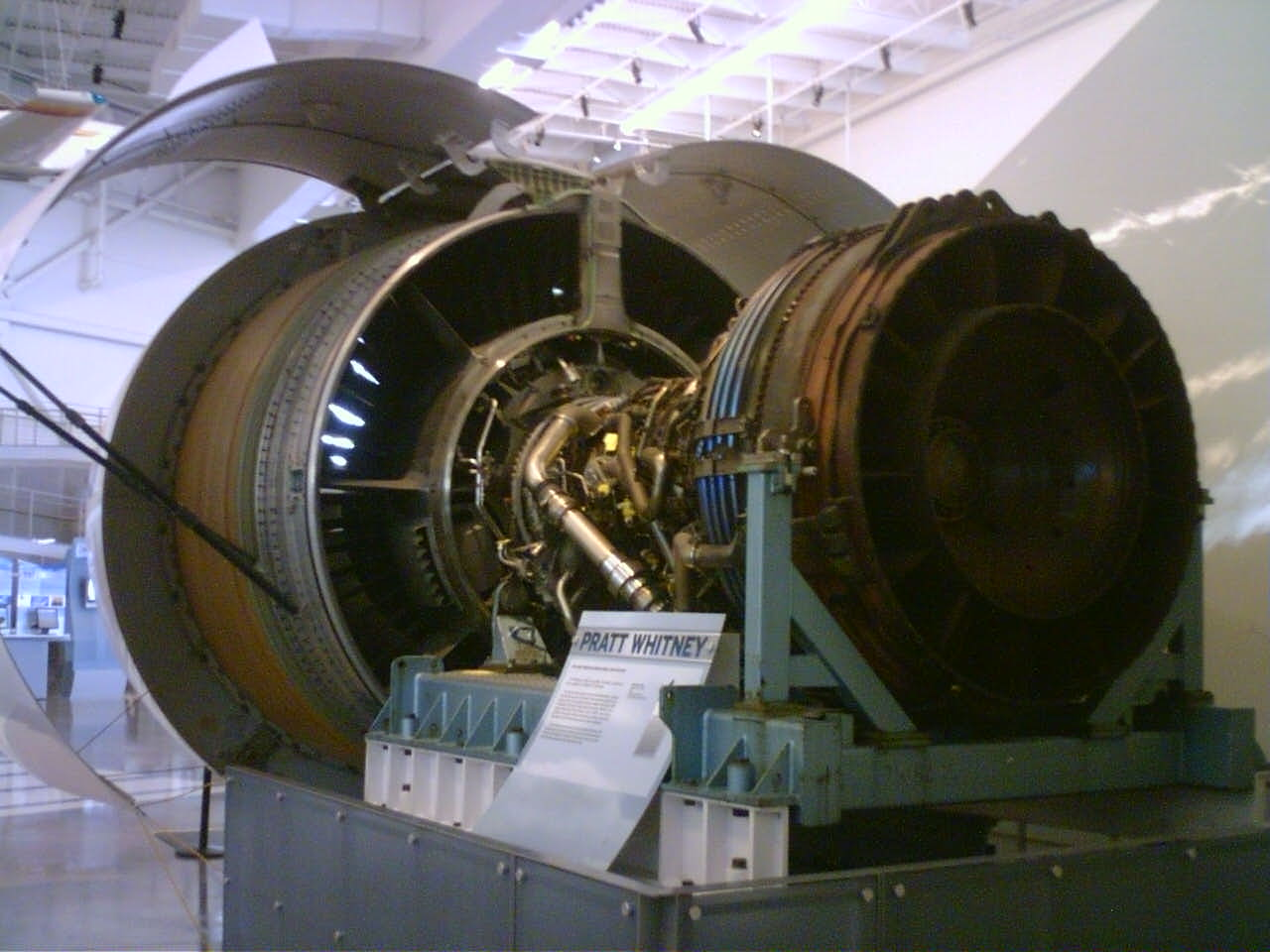
PW4098 вид ззаду

52 000-62 000 фунт-сила (230-275 кН), 94 дюйм (2,4 м) вентилятор PW4000 вперше був запущений у квітні 1984 року, отримав сертифікат FAA у липні 1986 року та був представлений у червні 1987 року. Він оснащений Airbus A300-600 і Airbus A310-300, Boeing 747-400 і 767-200/300, а також широкофюзеляжні літаки McDonnell Douglas MD-11.
Розвиток 64,000—68,000 фунтс (0,28469—0,30248 кН), 100 дюйм (2,5 м)-вентиляторна версія була запущена в грудні 1991 року для Airbus A330, була сертифікована FAA в серпні 1993 року та здійснила свій перший політ через два місяці. У грудні 1994 року він отримав схвалення на 90-хвилинний двомоторний двигун (ETOPS) і 180-хвилинний ETOPS у липні 1995 року. У січні 2000 року він був лідером ринку A330 з більш ніж половиною встановленої бази та одним мільйоном годин, що вдвічі більше, ніж у кожного конкурента. Пакет оновлень Advantage 70 для PW4168A, який оснащував близько третини активного парку Airbus A330, був представлений на авіасалоні у Фарнборо в 2006 році, збільшивши тягу до 70 000 фунт-сила (311 кН) і скорочення спалювання палива приблизно на 1,2%, а також загальних експлуатаційних витрат на цілих 20%.

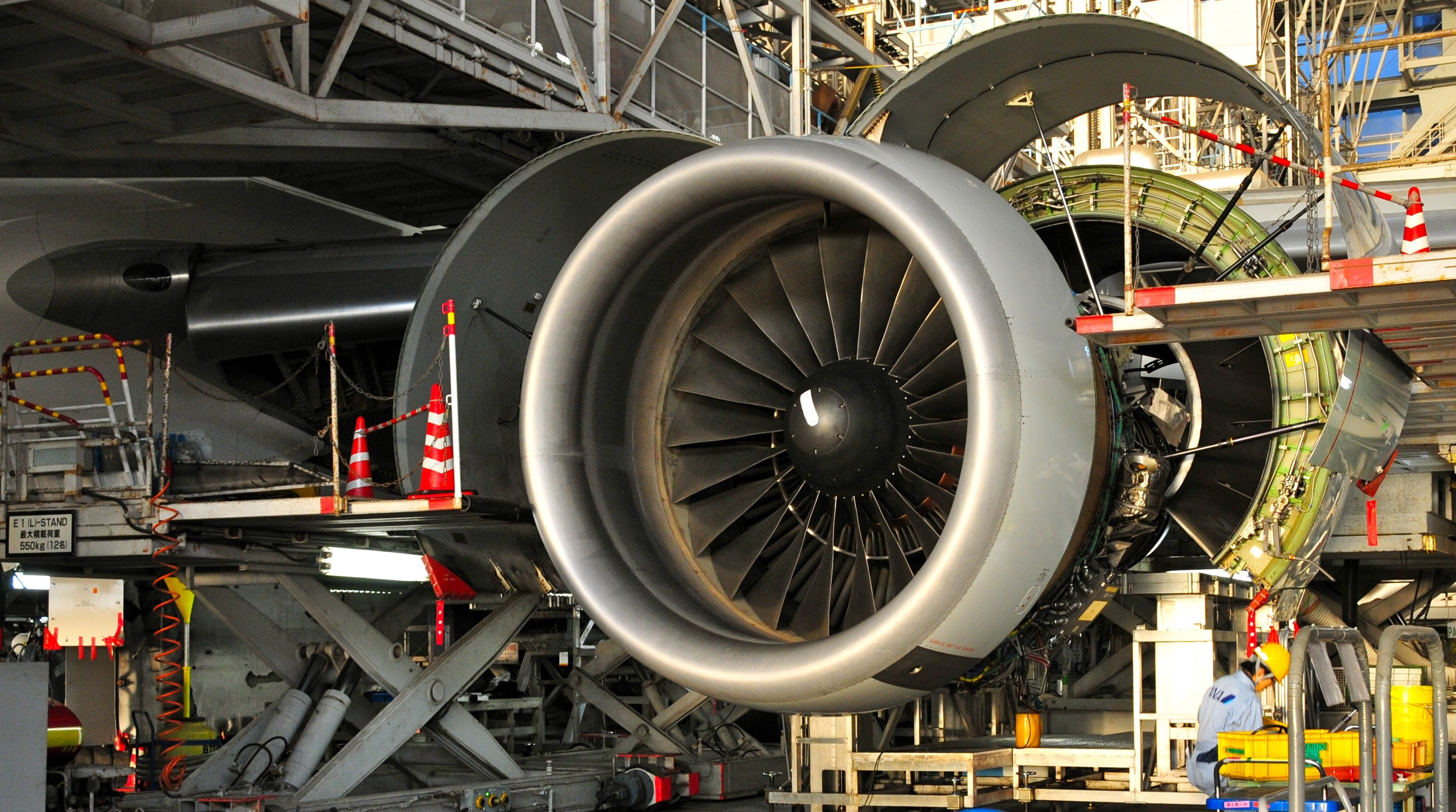
PW4074 на ANA 777-200 на технічному обслуговуванні, з відкритими дверцятами вентилятора, на якому видно диск вентилятора всередині кожуха впускного отвору в передній частині двигуна,

Для Boeing 777 84,000—98,000 фунтс (0,37365—0,43593 кН), 112 дюйм (2,8 м) - розробка фан-версії почалася в жовтні 1990 року, досягла 100,000 фунтс (0,44482 кН) у травні 1993 року та був схвалений для 180-хвилинного ETOPS при введенні в експлуатацію в червні 1995 року. Двигун 777 надійшов на озброєння 7 червня 1995 року авіакомпанією United Airlines. 90,000 фунтс (0,40034 кН) PW4090 надійшов на озброєння в березні 1997 року. 98,000 фунтс (0,43593 кН) PW4098 отримав сертифікат FAA у липні 1998 року та був представлений на Boeing 777-300 у вересні 1999 року.
У 2000 році понад 2000 двигунів PW4000 напрацювали понад 40 мільйонів годин у 75 операторів. За 30 років з червня 1987 по 2017 рік було поставлено понад 2500 двигунів, які напрацювали понад 135 мільйонів годин польоту.

## Дизайн

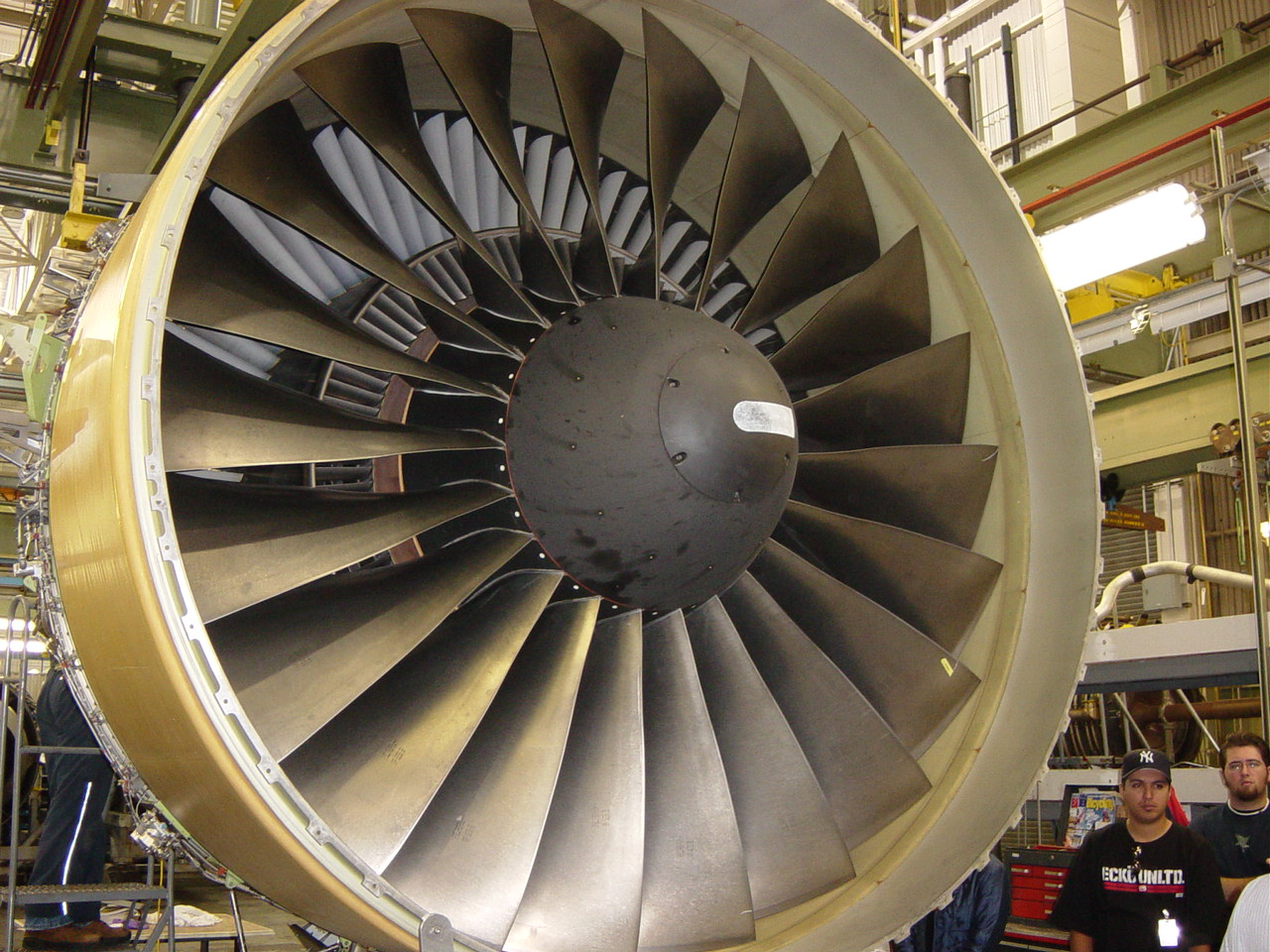
Секція вентилятора PW4077 із титановими лопатями та утримуючим кільцем у центрі технічного обслуговування United Airlines у SFO.

PW4000 має рівень надійності відправлення 99,96% і схвалений для ETOPS 180. Середній двигун працює 13 500 годин польоту перед відвідуванням магазину (коефіцієнт відвідування магазину становить 0,073 на тисячу годин). Заявлено, що кумулятивно 3.4 дБ тихіше, ніж інші двигуни цього класу.
Подібно до інших сучасних авіаційних силових установок, він має повноправне цифрове керування двигуном (FADEC) для кращої економії палива та надійності. Крім того, монокристалічні сплави забезпечують витримку при вищих температурах, а вкладиші камери згоряння PW Floatwall покращують довговічність і ремонтопридатність. Крім того, однорядна камера згоряння Talon («Технологія для доступних низьких викидів NOx») покращує змішування палива та повітря, що на 10% покращує викиди NOx, CO та HC.

## Варіанти і застосування
Сімейство двигунів серії PW 4000 використовує систематичну нумерацію з останніми трьома цифрами (PW 4 XYZ ) як ідентифікацію застосування та потужності тяги:
- X описує виробника літака, для якого схвалено двигун. «0» означає Boeing 767, 747, 777; «1» для Airbus A300, A310, A330; і "4" для McDonnell Douglas MD-11.
- YZ позначає сертифіковану тягу в фунтах США (lbf) у частках промілі.

### PW4000-94
Варіанти : PW4052, PW4056, PW4060, PW4062, PW4062A, PW4152, PW4156A, PW4156, PW4158, PW4460 і PW4462.Діапазон тяги : 231–276 кН (52 000 lbf – 62 000 фунт-сила)Застосування:
- Airbus A300-600
- Airbus A310-300
- Boeing 747-400 (і Scaled Composites Stratolaunch )
- Boeing 767-200/-300/-400 (включаючи версію ER і версію Boeing Converted Freighter, крім -300F)/-2C/ Boeing KC-46A
- McDonnell Douglas MD-11

### PW4000-100
Варіанти : PW4164, PW4168, PW4168A та PW4170.Діапазон тяги: 287–311 кН (64 500 lbf – 70 000 фунт-сила)Застосування: варіанти двигунів розроблені виключно для Airbus A330-200 і -300 (Зверніть увагу, що це не включає A330neo: -800 або -900).

### PW4000-112
Варіанти: PW4074/74D, PW4077/77D, PW4084/84D, PW4090 і PW4098.Діапазон тяги : 329–436 кН (74 000 lbf – 98 000 фунт-сила)Застосування: варіанти двигунів розроблені виключно для Boeing 777 -200, -200ER, -300. (Зверніть увагу, що це не включає -200LR, -300ER або F).

## Аварії та інциденти

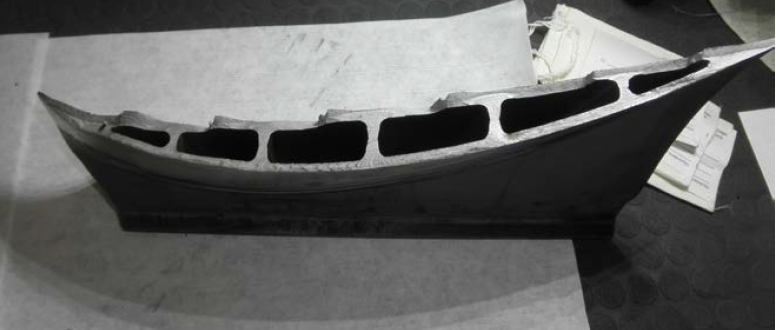
UAL1175 PW4077 Поверхня зламу кореневої секції лопаті вентилятора, що демонструє втому металу

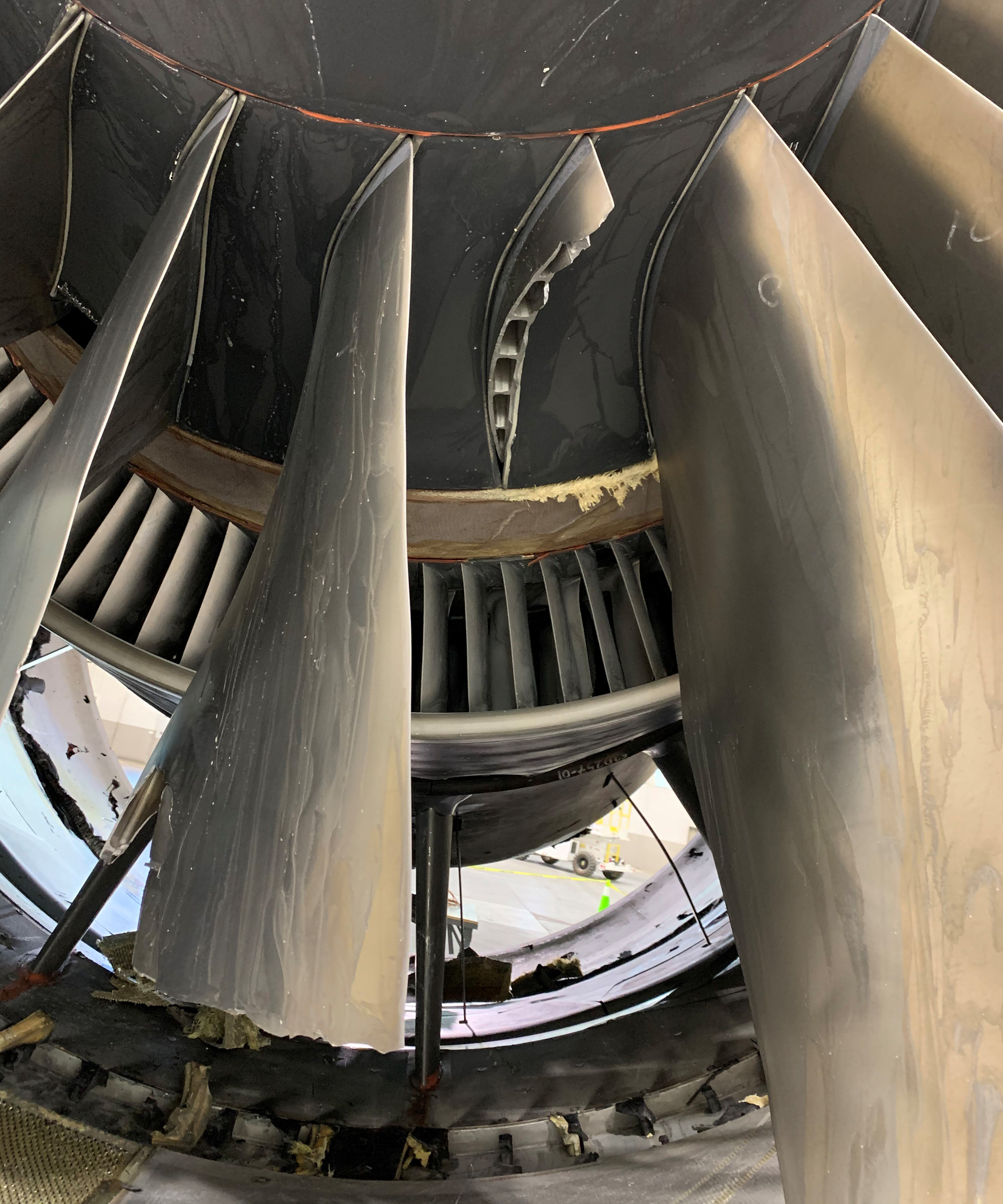
Пошкодження порожнистих лопатей вентилятора UA328, поверхня зламу біля втулки у верхній частині фотографії

### За участю серії PW4000-112
17 березня 2003 року, рейс 842 United Airlines
Вихід з ладу підшипника PW4090 спричинив втрату двигуна та перенаправлення літака Boeing 777-200ER, який прямував з Окленда, Нова Зеландія, до Лос-Анджелеса, до міста Кона, Гаваї. 190 хвилин це був найдовший одномоторний перехід на той час.
27 травня 2016 р., рейс 2708 Korean Air
Несправність турбіни PW4098 призвела до переривання зльоту Boeing 777-300 в аеропорту Токіо-Ханеда.
13 лютого 2018, рейс 1175 United Airlines
Поломка лопаті вентилятора PW4077 призвела до значного пошкодження двигуна Boeing 777-200 під час посадки в Гонолулу з Сан-Франциско. Звичайна перевірка лопаті вентилятора в 2005 і 2010 роках показала тріщину в металевій структурі лопаті, але недостатньо навчені інспектори сплутали її з дефектом фарби. У 2019 році директива щодо льотної придатності передбачала регулярні перевірки двигунів на основі циклів використання.
4 грудня 2020 р., рейс 904 Japan Airlines
У двигуна PW4074 виникла несправність лопатей вентилятора та пов'язане з цим пошкодження капота двигуна, коли Boeing 777-200 піднімався з Окінави. Станом на березень 2021 року слідство триває.
20 лютого 2021, рейс 328 United Airlines
Права рука PW4077-112 Boeing 777-200 мала лопаті незабаром після зльоту з Денвера, що призвело до значного пошкодження двигуна. Дві лопаті вентилятора зламалися: одна зазнала втоми металу та, ймовірно, пошкодила іншу лопатку, яка також зламалася. Несправне лезо відповідало інтервалу перевірок, встановленому FAA після інциденту 2018 року. Федеральне авіаційне управління США призупинило роботу постраждалих 777 і видало надзвичайну директиву щодо льотної придатності 23 лютого, вимагаючи проведення термоакустичної перевірки (TAI) лопатей вентилятора -112 перед наступним польотом. Влада Японії та CAA Великобританії наслідували їхній приклад, заборонивши експлуатацію 69 Boeing 777 і 59 зберігаючих. Раніше більшість перевізників добровільно призупинили польоти літаків, за винятком чотирьох літаків південнокорейської Jin Air. Станом на березень 2021 року слідство триває.
- Engine Alliance GP7000

Порівнянні двигуни
- Aviadvigatel PS-90
- General Electric CF6
- General Electric GE90
- Pratt & Whitney PW2000
- Progress D-18T
- Rolls-Royce RB211
- Rolls-Royce Trent 700
- Rolls-Royce Trent 800

## Подальше читання
- Сторінка продукту PW4000-94
- Сторінка продукту PW4000-100
- Сторінка продукту PW4000-112